# بويان (فئة فرقيطة)
صُممت فئة الفرقيطة بويان (كورفيت) من قبل زيلينودولسك للتصميم Zelenodolsk Design  وسميت بالمشروع 21630 من قبل الحكومة الروسية. وهو واحد من أحدث كورفيتات البحرية الروسية. وقد دخلت السفينة الأولى من هذه الفئة "Astrakhan" في الخدمة في سبتمبر 2006، وعُينت لأسطول بحر قزوين.

## التطوير
في أغسطس 2010  نُشر بعض المعلومات حول سفن المشروع 21631 المعدلة، وكانت السفينة الرائدة بهذا المشروع هي كورفيت  جراد سفيازك Grad Sviyazhsk، والتي شُرع في بنائها بتاريخ 27 أغسطس 2010. وهذه السفينة هي النسخة الصاروخية من سفينة المدفعية الأصغر حجماً لمشروع 21630 "Buyan". وقد أطلق على النسخة المحدثة اسم بويان-إم "Buyan-M".
هذه السفينة من المشروع 21631 مخصصة للدفاع عن المناطق الاقتصادية الوطنية، والغرض الرئيسي منها هو الاشتباك مع سفن السطح الحربية.
وبهذا ستكون هذه السفينة الحديثة مزودة بأسلحة صاروخية ومدفعية، ومجهزة بمعدات مضادات إلكترونية. وذُكر أن كورفيتات فئة بويان-إم Buyan-M  قد تكون مسلحة مع بصواريخ  كروز كاليبر بقدرات نووية (ويرمز له الناتو باسم سيزلر Sizzler) بمدى يُدّعى أنه لا يقل عن 1500 كم.  وحجم السفن الصغير وإزاحتها يمكنها من العمل داخل أنظمة الأنهار الوطنية، بما في ذلك عبور قناة موسكو التي تتيح الانتشار بالبحار المختلفة حول غرب روسيا، وهذه ميزة خاصة بفئة الكورفيت بويان- إم Buyan-M ، لأنه في الوقت الذي تحظر فيه معاهدة القوات النووية متوسطة المدى، صواريخ كروز طويلة المدى من العمل على اليابسة، يمكنها أن تعمل من السفن ولذلك يمكن لكورفيت نهري أن ينشر الصواريخ دون أن يخضع للقيود.
وسيقوم حوض البناء بتشييد خمسة سفن من بينها السفينة الرائدة (الأولى بالمشروع)، حيث وافقت وزارة الدفاع الروسية على العقد في 26 مايو 2010.
إحدى نسخ التصدير للمشروع 21630 -وتعرف باسم مشروع 21632 «تورنادو»- سيتم شراؤها من قبل  كازاخستان.

## سفن من فئة بويان
| اسم الفرقيطة     | المشروع       | البناة                        | تاريخ بدء البناء | التدشين       | دخول الخدمة    | الأسطول      | الحالة      |
| ---------------- | ------------- | ----------------------------- | ---------------- | ------------- | -------------- | ------------ | ----------- |
| Astrakhan        | 21630 Buyan   | Almaz Shipyard St. Petersburg | 30 يناير 2004    | 7 أكتوبر 2005 | 1 سبتمبر 2006  | قزوين        | في الخدمة   |
| Volgodonsk       | 21630 Buyan   | Almaz Shipyard St. Petersburg | 25 فبراير 2005   | 6 مايو 2011   | 28 ديسمبر 2011 | قزوين        | في الخدمة   |
| Makhachkala      | 21630 Buyan   | Almaz Shipyard St. Petersburg | 24 مارس 2006     | 27 أبريل 2012 | 4 ديسمبر 2012  | قزوين        | في الخدمة   |
| Grad Sviyazhsk   | 21631 Buyan-M | Zelenodolsk Shipyard          | 27 أغسسطس 2010   | 9 مارس 2013   | 27 يوليو 2014  | قزوين        | في الخدمة   |
| Uglich           | 21631 Buyan-M | Zelenodolsk Shipyard          | 22 يوليو 2011    | 10 أبريل 2013 | 27 يوليو 2014  | قزوين        | في الخدمة   |
| Velikiy Ustyug   | 21631 Buyan-M | Zelenodolsk Shipyard          | 27 أغسطس 2011    | 21 مايو 2014  | 19 ديسمبر 2014 | قزوين        | في لخدمة    |
| Zelenyy Dol      | 21631 Buyan-M | Zelenodolsk Shipyard          | 29 أغسطس 2012    | 2 أبريل 2015  | 12 ديسمبر 2015 | البلطيق      | في الخدمة   |
| Serpukhov        | 21631 Buyan-M | Zelenodolsk Shipyard          | 25 يناير 2013    | 3 أبريل 2015  | 12 ديسمبر 2015 | البلطيق      | في الخدمة   |
| Vyshniy Volochek | 21631 Buyan-M | Zelenodolsk Shipyard          | 29 أغسطس 2013    | 22 أغسطس 2016 | 2017           | البحر الأسود | تجارب البحر |
| Orekhovo- Zuyevo | 21631 Buyan-M | Zelenodolsk Shipyard          | 29 مايو 2014     |               | 2018           |              | تحت الإنشاء |
| Ingushetiya      | 21631 Buyan-M | Zelenodolsk Shipyard          | 29أغسطس 2014     |               | 2018           |              | تحت الإنشاء |
| Grayvoron        | 21631 Buyan-M | Zelenodolsk Shipyard          | 10 أبريل 2015    |               | 2018           |              | تحت الإنشاء |
| Grad             | 21631 Buyan-M | Zelenodolsk Shipyard          | 24 أبريل 2017    |               | 2020           |              | تحت الإنشاء |

## الخدمة
في أكتوبر 2015، أطلقت جراد سفيازك Grad Sviyazhsk، وأوجليتش Uglich، وفيليكي أوستيوج Velikiy Ustyug بصحبة الفرقاطة داجستان Dagestan من الفئة جيبارد Gepard-class frigate ، صواريخ كروز على أهداف في سوريا. وقد حلقت الصواريخ على مسافة 1500 كيلومتر تقريبا فوق إيران والعراق وضربت أهدافا في محافظتي الرقة وحلب (التي سيطرت عليها داعش في ذلك الوقت) بالإضافة إلى محافظة إدلب (التي سيطرت عليها -حينها- جبهة النصرة المرتبطة بالقاعدة).
ووفقا لمسؤولين في البنتاغون، فإن عدة صواريخ كروز من طراز كاليبر Kalibr-NK والتي أُطلقت من سفن روسية قد تحطمت في إيران ولم تتمكن من إصابة أهدافها في سوريا. وأفاد تقرير لمحطة تليفزيونية لمنظمات منشقة إيرانية أن «جسم طائر مجهول الهوية» تحطم وانفجر في قرية بالقرب من مدينة تكاب الإيرانية.
وفي 13 فبراير 2016، أُفيد بأن الكورفيت Zelenyy Dol قد أُرسل من أسطول البحر الأسود للعمل كجزء من فرقة العمل المتوسطية التي تقدم الدعم لتدخل روسيا في الحرب الأهلية السورية.
وفي 25 أكتوبر 2016، أبلغت وسائل إعلامية عن نشر الكورفيت Zelenyy Dol والكورفيت Serpukhov في بحر البلطيق.